# Christuskirche (Groß Köris)

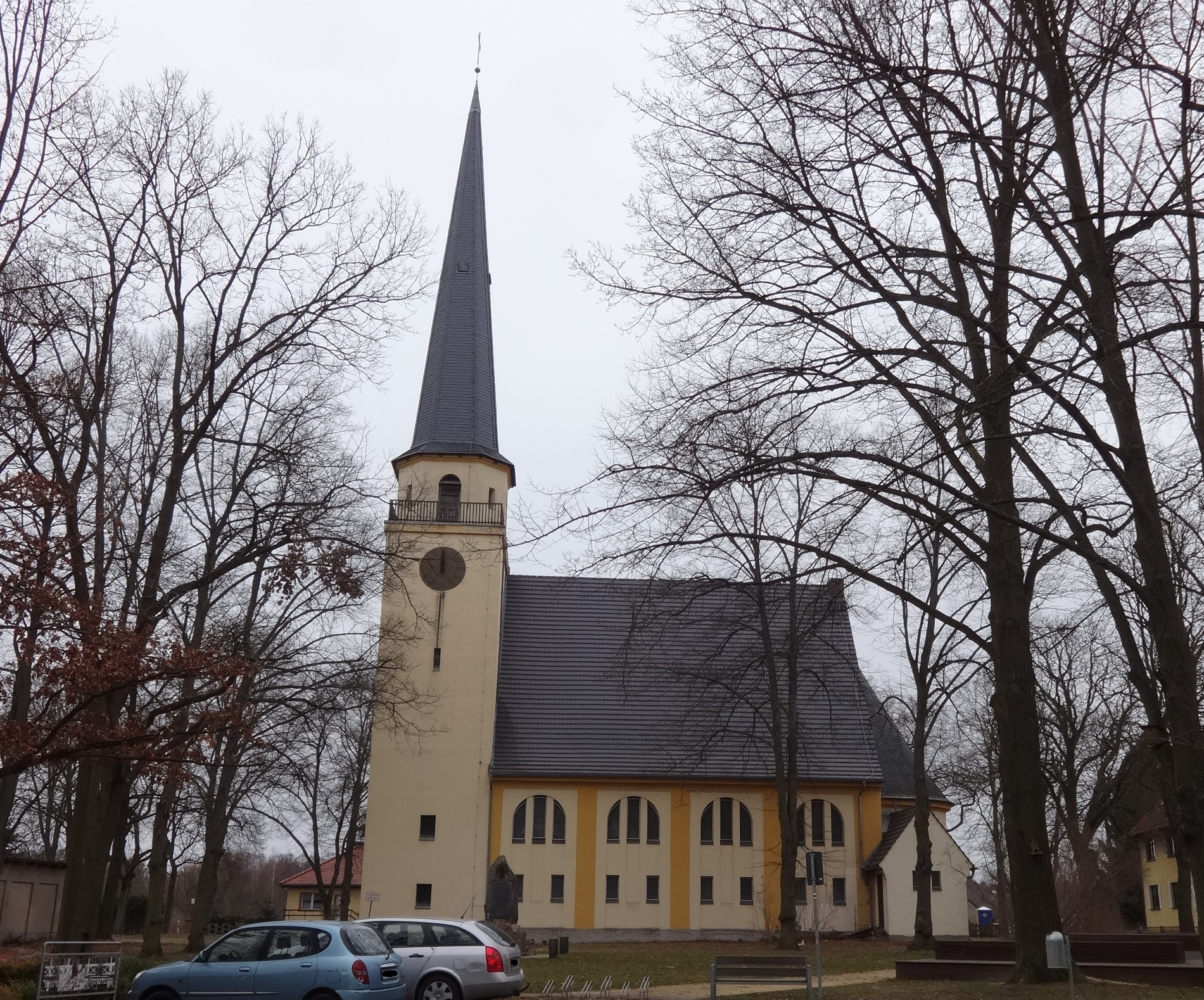
Christuskirche in Groß-Köris

Die evangelische Christuskirche ist eine Saalkirche in Groß Köris im Landkreis Dahme-Spreewald in Brandenburg. Sie gehört zur Kirchengemeinde Groß Köris im Kirchenkreis Zossen-Fläming der Evangelischen Kirche Berlin-Brandenburg-schlesische Oberlausitz.

## Geschichte
Seit dem Jahr 1600 gehörte Groß Köris zur Pfarrei in Teupitz. Die Einwohner des kleinen Dorfes besuchten über viele Jahrhunderte den Gottesdienst in der benachbarten Gemeinde. Mit dem Bau der Eisenbahn in der zweiten Hälfte des 19. Jahrhunderts nahm die Bevölkerung jedoch stark zu. Die Anzahl der Einwohner stieg von 249 Personen im Jahr 1840 auf 851 im Jahr 1900. Zu dieser Zeit versammelten sich die Einwohner gemeinsam mit den Gläubigen aus Klein Köris und Löpten zur Predigt in einem Klassenzimmer der Groß Köriser Schule. Dabei wurde deutlich, dass der Wunsch nach einem eigenen Sakralbau immer größer wurde. Die Gemeindeverwaltung um den Vorsteher Grubert und seine beiden Schöffen Hainke und Wilke nahm daher in den Jahren 1901 und 1902 mit der Provinzialverwaltung Kontakt auf, um den Bau einer Kirche für diese drei Orte zu forcieren. Der Wunsch der Kirchengemeinde nach einem Bauplatz im historischen Dorfkern – und damit im königlichen Forst – wurde aus finanziellen Gründen abgelehnt. Die Gemeinde stellte daraufhin ein eigenes Grundstück südlich des Dorfkerns zur Verfügung. Dort entstand im Zug der Industrialisierung ein neuer Ortsteil entlang einer Verbindungsstraße zum Bahnhof.
1907 erhielt der Architekt Georg Büttner (seit 1906 Leiter des kirchlichen Bauamts des Konsistoriums der Provinz Brandenburg) den Auftrag, eine Skizze für den Kirchenbau zu erstellen. Die Grundsteinlegung fand am 7. Juni 1914 statt; die Bauleitung übte der Architekt Hans Palm aus. Die Kirchweihe konnte am 14. Juni 1916 gefeiert werden. Anlässlich der Feierlichkeiten schenkte Kaiserin Auguste Viktoria der Gemeinde eine Altarbibel. Die Schlussrechnung belief sich auf 65.451,42 Mark. Wenige Monate später starb der Architekt Georg Büttner als Offizier im Ersten Weltkrieg in Flandern an den Folgen eines Kopfschusses.

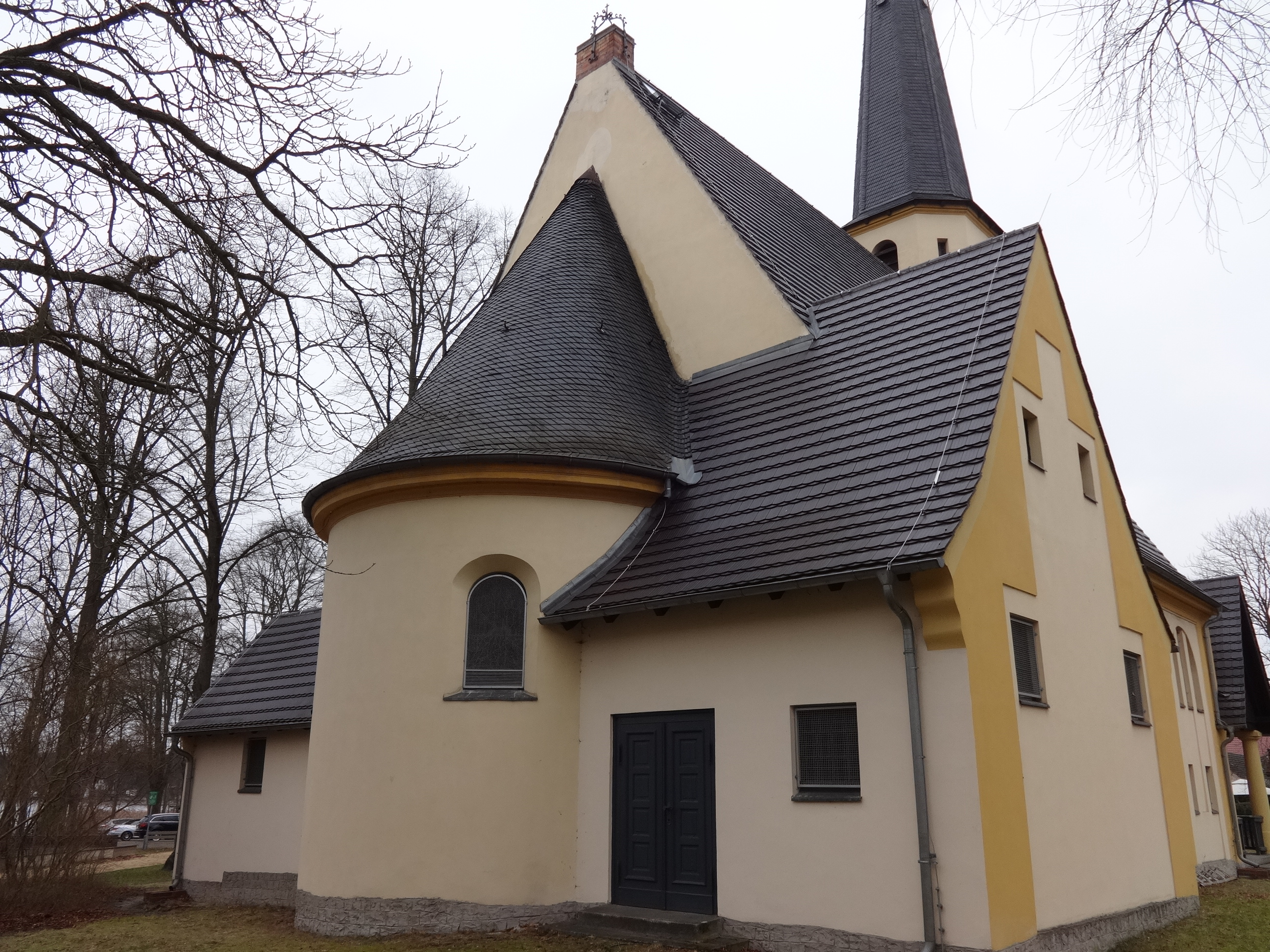
Chor

Im Zweiten Weltkrieg kam es nach einem Beschuss zu Schäden am Kirchturm. Sie wurden nur notdürftig repariert, da geeignetes Baumaterial Mangelware war. Erst von 1979 bis 1984 sanierte die Kirchengemeinde die Gebäudehülle. Bis zu dieser Zeit hatte jedoch eindringendes Wasser bereits erhebliche Schäden angerichtet. Auch hatte ein Maler in den 1960er Jahren die Ausmalung mit einem monochromen Anstrich überdeckt. Von 2006 bis 2012 erfolgte eine aufwändige Restaurierung. Spender hatten die Möglichkeit, symbolisch einen Stern am Gewölbe zu erwerben. Die Partnergemeinde in Düren schenkte einen elektrischen Antrieb für die Glocken.

## Architektur

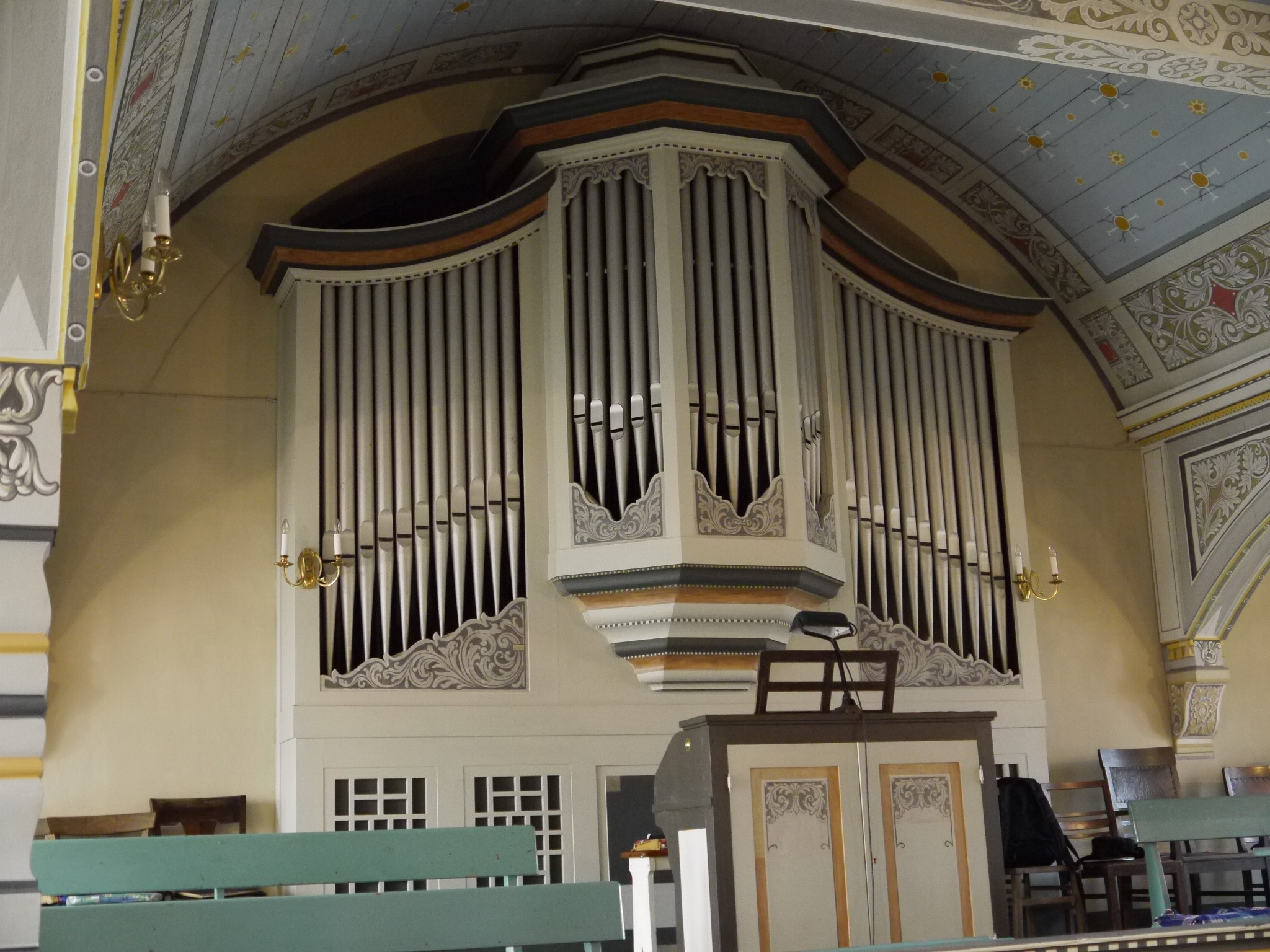
Steinmeyer-Orgel

Das Bauwerk wurde als Saalkirche im Stil der Heimatschutzarchitektur errichtet, an die sich ein querrechteckiger, 45 Meter hoher Nordwestturm sowie an der südöstlichen Kirchenwand eine Sakristei anschließen. Oberhalb der Traufe des Turms ist eine Aussichtsplattform eingerichtet, darüber befinden sich eine Turmuhr sowie ein geknickter Turmhelm, der mit einem kugelförmigen Turmknauf, einer Wetterfahne sowie einem Kreuz abschließt. Die Apsis ist halbrund. Die Seiten des Kirchenschiffs sind mit Lisenen gegliedert, zwischen denen sich halbkreisförmige Vertiefungen mit dreiteiligen Thermenfenstern befinden.

## Ausstattung
Die Ausstattung der Kirche stammt aus der Bauzeit. Die hölzerne Tonnendecke ist mit einem auffälligen Sternenhimmel mit Kranz- und Blütenmotiven im Jugendstil ausgemalt. Im Turm hängen hinter den Klangarkaden drei Glocken. Zwei konnten im Jahr 1922 eingebaut werden, eine dritte folgte im Jahr 1927. Die Orgel baute 1915 die Werkstatt G. F. Steinmeyer & Co. Sie umfasst 13 Register auf zwei Manualen und Pedal; die Trakturen sind pneumatisch. Später erfolgten einige neobarocke Umbauten. 1997 überholte Christian Scheffler das Instrument unter Belass des gewachsenen Zustands.